# Pirata shibatai
Pirata shibatai là một loài nhện trong họ Lycosidae.
Loài này thuộc chi Pirata. Pirata shibatai được Hozumi Tanaka miêu tả năm 1995.